# If I Told You That
Singles par Whitney Houston
Could I Have This Kiss Forever 
(2000) Same Script, Different Cast
(2000)
Singles par George Michael
As
(1999) Freeek!
(2002)
If I Told You That est une chanson de Whitney Houston. Elle est présente sur l'album My Love Is Your Love (1998). En 2000, la chanteuse la reprend en duo avec George Michael. Cette nouvelle version apparaît dans la compilation Whitney: The Greatest Hits.